# Molophilus aduncus
Molophilus aduncus är en tvåvingeart som beskrevs av Jaroslav Stary 1978.
Molophilus aduncus ingår i släktet Molophilus och familjen småharkrankar. Inga underarter finns listade i Catalogue of Life.